# Harrisia bonplandii
Harrisia bonplandii ist eine Pflanzenart in der Gattung Harrisia aus der Familie der Kakteengewächse (Cactaceae). Das Artepitheton bonplandii ehrt den französischen Naturforscher Aimé Bonpland.

## Beschreibung
Harrisia bonplandii wächst spreizklimmend bis anlehnend-kletternd. Die Triebe weisen Durchmesser von bis zu 5 Zentimeter auf und sind bis zu 2,5 Meter lang. Sie sind drei- bis vierkantig mit flachen Seitenflächen. Ihre Kanten sind scharfkantig und gewellt. Der einzelne kräftige Mitteldorn ist bis zu 2,5 Zentimeter lang. Die vier bis fünf Randdornen erreichen eine Länge von 4 bis 5 Millimeter.
Die Blüten erreichen eine Länge von 20 bis 25 Zentimeter. Ihr Perikarpell und die Blütenröhre sind faktisch unbewollt, aber mit großen Schuppen besetzt. Die kugelförmigen, roten Früchte sind stark gehöckert und essbar. Sie weisen Durchmesser von 4 bis 4,5 Zentimeter auf.

## Verbreitung und Systematik
Harrisia bonplandii ist im Südwesten Brasiliens, in Paraguay, in Bolivien und im Nordosten Argentiniens in der Chaco-Vegetation verbreitet.
Die Erstbeschreibung als Cereus bonplandii erfolgte 1837 durch Ludwig Georg Karl Pfeiffer. Nathaniel Lord Britton und Joseph Nelson Rose stellten die Art 1920 in die Gattung Harrisia. Weitere nomenklatorische Synonyme sind Eriocereus bonplandii (J.Parm. ex Pfeiff.) Riccob. (1909) und Harrisia pomanensis subsp. bonplandii (J.Parm. ex Pfeiff.) P.J.Braun & Esteves (1994, unkorrekter Name ICBN-Artikel 11.4).

## Nachweise